# Gérard Dupont
 (février 2018).
Si vous disposez d'ouvrages ou d'articles de référence ou si vous connaissez des sites web de qualité traitant du thème abordé ici, merci de compléter l'article en donnant les références utiles à sa vérifiabilité et en les liant à la section « Notes et références ».
Gérard Dupont est un cuisinier français né le 10 novembre 1942 à Nogent-sur-Seine (Aube).
Il est le président de l’Académie culinaire de France de 1997 à février 2015 et depuis président d'honneur.
Voyageur, gourmet, il parcourt le monde en donnant des conférences et des conseils dans les écoles hôtelières.   

## Biographie
C’est à l’âge de 13 ans qu'il embrasse la carrière de cuisinier à l’hôtel de l’Aigle Noir à Fontainebleau.
Trois ans plus tard, il officie dans la brigade du Pré Catelan. Son service militaire terminé, il rejoint les brigades du Pré Catelan et du Fouquet’s, avant de partir ouvrir le Fouquet’s de Paris à Mexico, et d'avoir sa première place de chef ; il a alors 26 ans.
De retour en France, il fait l’ouverture de plusieurs restaurants et en 1978, rejoint la Compagnie internationale des Wagons-lits, un grand groupe international de restauration et d’hôtellerie en qualité de conseiller auprès de la Direction.
En 1997, il est élu président de l’Académie culinaire de France, association dont le but est de faire rayonner, partout en France et dans le monde, l’art culinaire français, réalisant ainsi l’œuvre de son fondateur Joseph Favre (1849-1903) l’auteur du Dictionnaire universel de cuisine pratique.
En 2001, il crée le Trophée international de cuisine et pâtisserie, aussi appelé Trophée Passion.

## Distinctions
- Chevalier de la Légion d'honneur
- Chevalier de l'ordre national du Mérite
- Commandeur de l'ordre du Mérite agricole